# Rhysodesmus angelus
Rhysodesmus angelus är en mångfotingart som först beskrevs av Karsch 1881.  Rhysodesmus angelus ingår i släktet Rhysodesmus och familjen Xystodesmidae. Inga underarter finns listade i Catalogue of Life.